# Spoos Mill
Spoos Mill az Amerikai Egyesült Államok északnyugati részén, Oregon állam Wheeler megyéjében elhelyezkedő önkormányzat nélküli település.